# 友弟德传
友弟德传（（希伯來語：Ιουδίθ）），或译猶迪傳，是天主教會和东正教會《旧约圣经》的一部分。但是《友弟德传》由于是用希腊文写出的，没有希伯来文的原本，马丁·路德在修订《圣经》时，将这篇文章删掉。所以目前天主教會和东正教會的《圣经》中有保留这篇文章，在新教和犹太教《圣经》中則没有这篇文章，算作次經。友弟德传，與部分其他聖經次典一樣，是一本歷史學上不承認為可靠的文獻。
文章中讲亚述大军侵入巴勒斯坦时，所向无敌，捣毁各地的神庙。直抵犹太的伯夙利亚城，这时城中一位年轻貌美的寡妇友第德主动带领女奴出城，用美色诱惑亚述军主帅敖羅斐乃 （英文：Holofernes），夜里将其主帅割頭。

## 故事敘述
《友弟德传》是次经中的一卷，为东正教天主教圣经旧约的一部分。根据考证，许多学者认为这是一部历史小说，而它通常被新教徒归类为伪经。值得一提的是，友弟德（英文：Judith，希伯来文：יְהוּדִית，意为“赞美”）很可能是犹大（英文：Judah,希伯来文：יהודה，同有“赞美”或“感恩”之意）阴性变体。它讲述了古代亚述帝国侵占以色列国时代犹太民族的女英雄友第德杀死入侵外敌首领敖羅斐乃的故事。书中没有记录年代，但从亚述侵占以色列的历史来推算，应该是公元前600-700年。
亚述帝国的一支军队，在敖羅斐乃（Holofernes）的统帅下，攻陷了很多城市，逼近了友弟德居住的伯图里亚（Bethulia）。当时，两河流域和地中海沿岸，几十个早期文明互相征伐不断。其中最凶残的就是亚述（Assyrian），与后来文明和发达的奴隶制国家罗马帝国完全不同，早期的亚述人征战只为财产，并大量屠杀战败的俘虏。后来亚述人也保留俘虏作为奴隶，但是待遇极其残忍刻薄。所以如果城邦被亚述人攻克，则意味着大量的抢劫与屠杀。
友弟德是一位犹太寡妇，美丽机敏。亚述人侵占了耶路撒冷，男人们懦弱无能，不敢反抗。友弟德暗中决定要杀掉侵略者的将军敖羅斐乃。她利用自己的美色骗取了敖羅斐乃的信任，并能带着自己最亲信的仆人，进出敖羅斐乃的军营帐篷。在一次敖羅斐乃醉酒后，友弟德将其头颅砍下，无人统帅的亚述军队也随之溃败了。她的英勇举动吓退了亚述侵略军，拯救了以色列人民。
友弟德的故事是历史上第一个有文字记载的美人计。友弟德的故事，实际上是《圣经》中“大卫王杀死巨人歌利亚（Goliath）并割下他的头颅”的翻版或“女英雄版”：一个女子站出来：勇敢，果断，睿智，献身，计谋，并且最后成功了。
友弟德的故事流传很广，所以基督教世界有许多妇女的教名叫做友第德（或翻译成茱迪斯、猶滴）。

## 流行與藝術文化
- 撲克牌上的紅桃Q（紅心Q），以友弟德為人物原型。
- 雕刻：友第德與何樂弗尼（多納泰羅）
- 油畫：友第德割下何樂弗尼的頭顱（卡拉瓦喬）
- 油畫：友第德割下何樂弗尼的頭顱（阿爾泰米西婭·真蒂萊斯基，那不勒斯）
- 油畫：友第德割下何樂弗尼的頭顱（阿爾泰米西婭·真蒂萊斯基，佛羅倫斯）
- 油畫：赫勒弗尼斯的頭與友弟德（古斯塔夫·克林姆）

## 外部連結
- 思高聖經學會藏書（页面存档备份，存于） - 華人基督宗教文獻保存計劃